# Разновидности футбола

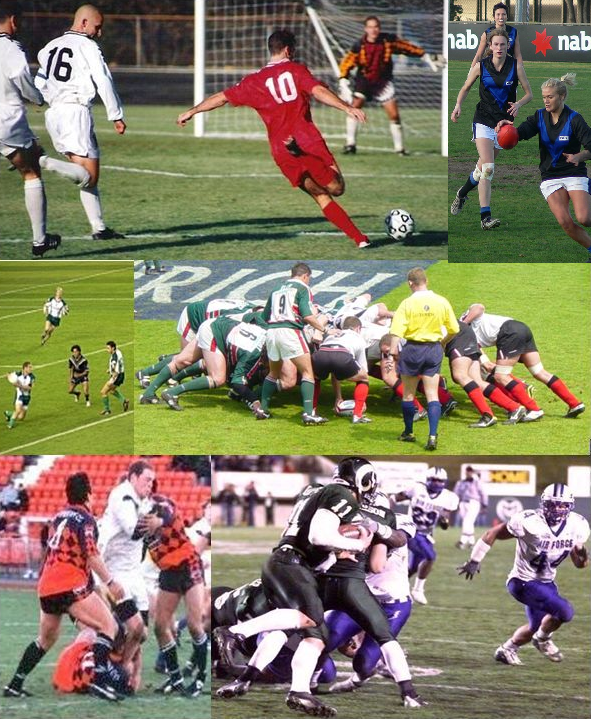
По часовой стрелке, начиная с левого верхнего угла: футбол, австралийский футбол, регби, американский футбол, регбилиг, традиционный футбол

Футбол (англ. foot — «нога» и ball — «мяч») — командная игра с мячом. Упоминания о футболе пришли к нам из глубины веков, поскольку ещё в древнем мире были игры с мячом. Например, у индейцев племени майя была игра, в которой мяч локтем нужно забить в вертикально расположенное кольцо. Основываясь на древних традициях игр с мячом, появилось много разновидностей футбола. В XIX веке установились чёткие правила.

## Древние разновидности
У древних римлян на футбол была похожа игра гарпастум. Также у греков была игра с мячом «эпискирос». Возможно, от этих игр произошёл регби-футбол.
Гарпастум — древнеримская игра с мячом, служила для упражнений и военной подготовки. Правила этой игры точно не установлены. Играли 2 команды из 5-12 игроков на прямоугольном поле. Нужно было закинуть мяч за поле. Разрешалось чеканить мяч. Климент Александрийский упомянул эту игру под названием phaininda — «в неё играют с небольшим мячом мужчины». Гален пишет, что эта игра очень экономичная — в неё могут играть даже бедные. Риск получения травмы в гарпастуме значительно ниже, чем у других видов спорта (на то время).
Эпискирос — древнегреческая игра в мяч. В неё играли 2 команды по 12-14 игроков. Она была популярна в Спарте. Команды стояли на двух территориях. Одна команда бросает мяч, а другая должна поймать его, не выходя за пределы территории. В Спарте на праздниках ежегодно играли 5 команд: как мужчины, так и женщины.
Китайская разновидность называется цуцзюй. Она существовала во времена империи Хань.
Японская разновидность футбола называется кэмари. Она появилась в период Асука. Первая игра была сыграна в императорском дворе в Киото около 600 г. н. э. Несколько человек стоят в кругу и кидают мяч друг другу, стараясь не бросить его на землю (чеканить мяч). Игра вымерла в середине 19 века, но возродилась в 1903 году.
Существует много игр с мячом, в которые играют многие коренные народы. Инуиты играют в мяч на льду. Эта игра называется аксактук. В штате Виргиния коренные жители играют в игру с мячом, называемую пахсаэхэн. Маори играют в ки-о-рахи.
Ки-о-рахи — игра маори с небольшим круглым плетёным мячом с названием «ки». Две команды из семи игроков играют на круглом поле. Оно разделено на секторы. Цель игры — попасть в центральный сектор «тупу». В 2005 году ки-о-рахи был выбран для физических упражнений в 31 000 американских школах. В 2010 году был проведён тестовый матч между мужской командой и женской. Женская победила со счётом 33-0.

## Футбол в Средние века

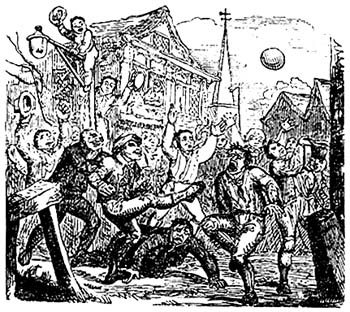
1721 год, Лондон. Игра в средневековый футбол

В Средние века в Англии зародилась новая игра с мячом со строгими правилами, но они были проще современного футбола. Она является потомком средневековой игры сула. Первое упоминание этой игры было в 1303 году. В английском городе Эшбурн до сих пор играют в футбол со средневековыми правилами. Средневековый футбол процветал во время династии Тюдоров. Тогда в неё играли каждый год перед Масленицей. Мяч был сделан из шкуры свиньи. Количество игроков в команде не ограничено.
Сула — средневековый нормандский и пикардский вид футбола. Мячи изготавливались из кожи или дерева и были заполнены сеном, отрубями, конскими волосами или мхом. Эта игра проводилась в основном по праздникам и там, где много людей. Игра могла быть жестокой, могли использовать палки. Нередко люди получали травмы. Этот вид спорта был стрессом для жителей деревень. Правила были просты. Играли две команды, и нужно было забить мяч за линию команды. Количество игроков варьируется от 20 до 200, иногда оно достигало 500. Игра могла длиться несколько дней, пока все игроки не устанут. Игрового поля не было, в основном играли на просторной, открытой местности, например на лужайке или на площади. Игра вымерла в 1945 году. 11 февраля 2017 года 16 игроков решили возродить эту игру. Сначала она была беспорядочной, но игроки быстро поняли правила и сыграли в неё.

## Современные разновидности
- Стандартный футбол (англ. Association football) или просто футбол. Его правила установлены Международной федерацией футбола ФИФА. В этой аббревиатуре последние две буквы означают football association — название этой игры.
- Регби-футбол (англ. Rugby football), или просто регби — второй по популярности вид футбола. Сочетает сложность и умение вырабатывать тактику (по сложности этот вид даже близок к шахматам). От регби произошли американский футбол, канадский футбол, гандбол и баскетбол.

К национальным видам футбола относятся:
- Гэльский футбол — ирландский вид спорта. Для игры используется поле, похожее на регбийное, но немного шире. Мяч круглый, кожаный, тяжелее, чем футбольный.
- Австралийский футбол — больше напоминает гэльский, но с более строгими правилами. Является национальной игрой в штате Виктория.
- Лело бурти — грузинская игра. Особенность — количество игроков в команде не ограничено: в одном из матчей участвовало 2000 человек.
- Кальчо — флорентийская средневековая игра, напоминающая футбол, более близка по правилам к регби-футболу.
- Ба — старинная кельтская игра, в котором команда должна раньше завести мяч на определённую территорию.
- Американский футбол (англ. gridiron, букв. «железная сетка») произошёл от регби и похож на эту игру.
- Канадский футбол похож на американский, тоже произошёл от регби.

Прочие разновидности — существует множество разновидностей футбола, в основном с меньшим количеством игроков — в том числе:
- пляжный футбол (играется на песке),
- Снежный или зимний футбол (играется на снегу зимой)
- футзал (AMF)
- футзал (FIFA) или мини-футбол (играется в зале на специальном покрытии),
- микрофутзал (три на три игрока без вратарей, размер площадки — 15 на 25 метров)
- футбол 8х8, 7х7, 6х6, 5х5 (см. Футбол (по 5 человек) на Паралимпийских играх) (играется на специализированных стадионах на открытом воздухе с соответствующим количеством игроков),
- футбол 5х5 в закрытых помещениях (турнир Кубок Легенд),
- шоубол (играется в адаптированной хоккейной коробке с искусственным покрытием),
- дворовый футбол (играется на любом покрытии на полях любого размера любым количеством людей),
- болотный футбол (играется на болоте),
- футбольный фристайл (заключается в исполнении всевозможных финтов и трюков),
- рашбол (играется на поле, разделенном на зоны вратаря, штрафного удара, атаки, защиты и нейтральной),
- трёхсторонний футбол (на одном поле одновременно играют три команды),
- футдаблбол (играется на стандартном поле двумя мячами одновременно),
- футбол в шарах (играется в больших надувных прозрачных сферах).

Поскольку популярность футбола очень высока существует много игр, имитирующих футбол:
- Настольные
  - Настольный футбол
  - Футбол на бумаге
- Компьютерные игры, которые позволяют играть в футбол в качестве игрока или тренера
  - серия игр Pro Evolution Soccer
  - серия игр FIFA
  - серия игр Football Manager
  - серия игр Championship Manager
  - серия игр FIFA Manager.
- Онлайн игры, в которых можно попробовать себя в качестве менеджера команды.